# 에스타디오 데 토레로
에스타디오 데 토레로(스페인어: Estadio de Torrero)는 스페인 사라고사에 있었던 다목적 경기장이다. 이 경기장은 본래 사라고사의 안방 구장으로 활용되었는데, 이후 사라고사는 1957년에 구장을 라 로마레다로 이전했다. 이 경기장의 수용 가능 인원은 15,020명이다. 이 경기장에서 1929년 4월 14일에 스페인과 프랑스 간의 친선전을 주최했다. 이 경기에서 스페인이 8-1 대승을 거두었다.
이 경기장은 1927 코파 델 레이 결승전을 주최하기도 했는데, 이 경기에서 레알 우니온이 아레나스 게초를 1-0으로 이겼다.